# Espinosa (Toses)
Espinosa és una entitat de població del municipi de Toses, a la comarca del Ripollès. El veïnat se situa a l'esquerra del Rigat, més avall de Fornells de la Muntanya, a l'est del terme municipal. La carretera GIV-4016 és la seva principal via de comunicació. El nucli urbà és format per diverses cases. En destaca Cal Roquetes, que data de l'any 1668. Tingué la casa comunal de l'antiga Baronia de Toses.